# Пэттон, Дарвис
Дарвис Пэттон (англ. Darvis Patton; род. 4 декабря 1977, Даллас, США) — американский легкоатлет, олимпийский медалист.

## Биография
Родился в Далласе the son of William Johnson and Dorrise Patton,, в семье Уильяма Джонсона и Доррис Пэттон, Дарвис Пэттон с юных лет был очень разносторонним спортсменом и участвовал в соревнованиях по прыжкам в длину, тройному прыжку и спринту в средней школе Лейк-Хайлендс и в дни TCU. На юношеских Олимпийских играх ААУ в 1998 году он выиграл прыжок в длину, занял второе место в тройном прыжке и занял четвёртое место в беге на 200 метров.